# Jana Krivec
Jana Krivec (nascuda el 30 de maig de 1980) és una jugadora d'escacs eslovena que té el títol de Gran Mestre Femení des de 2007.
Va ser campiona d'Eslovenia els anys 1997, 2000, 2002, 2003, 2005, 2006 i 2009.
Krivec ha jugat amb l'equip olímpic d'Eslovènia a la 35a Olimpíada d'escacs, la 36a Olimpíada d'escacs, la 38a Olimpíada d'escacs i la 39a Olimpíada d'escacs.